# Трансформаторска станица (Гронинген)
Трансформаторска станица у Гронингену на Ниеве Ебингестрату (хол. Nieuwe Ebbingestraat), изграђена 1925, један је од националних споменика (хол. rijksmonument) Холандије. Одликује је скоро параболични кров.